# Alba Donati
Alba Donati, pseudonimo di Alba Franceschini (Lucca, 2 luglio 1960), è una poetessa e critica letteraria italiana.

## Biografia
Alba Donati vive tra Firenze e Lucignana. 
Ha esordito su Poesia, nel 1993, nella rubrica di Milo De Angelis “I poeti di trent'anni”. Ha lavorato per Rai 3 e Rai Radio Tre ed ha tenuto per molto tempo rubriche di poesia su vari quotidiani. 
Ha pubblicato: "La Repubblica contadina" (City Lights, 1997, Premio Mondello Opera Prima e Premio Sibilla Aleramo); "Non in mio nome" (Marietti, 2004, Premio Diego Valeri, Premio Carducci, Premio Pasolini, Premio Cassola); "Idillio con cagnolino" (Fazi, 2013, Premio Lerici-Pea, Premio Dessì, Premio Ceppo). 
Sue poesie sono state tradotte dalla Triquarterly Review della Northwestern University of Chicago e recentemente il "Canto per la distruzione di Beslan", poema contenuto nell'ultimo libro, è stato tradotto dal Department of French and Italian, University of Arizona.
Il canto per la distruzione di Beslan è stato anche musicato dall'Orchestra Regionale della Toscana e rappresentato al Teatro Verdi di Firenze, nel 2009. 
Ha tradotto con Fausta Garavini le poesie di Michel Houellebecq "Configurazioni dell'ultima riva" (Bompiani, 2015). Ha curato "Poeti e scrittori contro la pena di morte" (Le Lettere, 2001) e, insieme a Paolo Fabrizio Iacuzzi, Il "Dizionario della libertà" con scritti di Todorov, Savater, Cordelli, Pamuk, Yeoshua, Bauman, T.B. Jelloun e altri (Passigli Editori, 2002). 
È presidente del Gabinetto Scientifico Letterario "G.P: Vieusseux".
Nel maggio 2018 è uscita la raccolta delle sue poesie: Tu, paesaggio dell’infanzia. Tutte le poesie 1997-2018 (La nave di Teseo). Con la quale ha vinto il Premio Internazionale "Gradiva" attribuito dalla State University of New York at Stony Brook. 
Nel 2020 lascia Firenze per dedicarsi a un progetto nuovo. Apre a Lucignana, paese abitato da 170 persone, una libreria/cottage con giardino. Il luogo è diventato da subito meta di pellegrinaggio letterario e la libreria è stata inserita nelle 20 librerie più affascinanti di Europa. Nel 2023 pubblica con Einaudi il racconto di questa avventura: La libreria sulla collina, che sarà subito un caso editoriale, tradotto in 10 lingue.

## Citazioni
Giuseppe Conte, Il Secolo XIX,»
Daniele Piccini, Letture »
Roberto Carifi, La Repubblica »
Giulio Ferroni Per Amore »
Franco Loi, Il Sole 24 Ore »
Ermanno Krumm, Corriere della Sera »
Maurizio Cucchi, Lo Specchio »
Filippo La Porta, Avvenimenti »
David Fiesoli, Il Tirreno »
Roberto Galaverni, Il Manifesto »
(Stefano Guglielmin, in Blanc de ta nuque, settembre 2013)

## Opere
- La ballata della repubblica contadina (Lietocollelibri, 1996)| ISBN 9788878484184.
- La Repubblica Contadina (City Lights, 1997, Premio Mondello "Opera Prima" e Premio Sibilla Aleramo) ISBN 9788887159097
- Non in mio nome (Marietti, 2004, Premio Diego Valeri, Premio Pasolini, Premio Cassola – Ultima Frontiera, Premio Laudomia Bonanni – Città dell'Aquila). ISBN 8821159027
- Ha curato Costellazioni italiane 1945-1999. Libri e autori del secondo Novecento (Le Lettere, 1999) ISBN 8871664868
- Poeti e scrittori contro la pena di morte (Le lettere, 2001) ISBN 887166583X
- insieme a Paolo Fabrizio Iacuzzi, il Dizionario della libertà con scritti di Cvetan Todorov, Abraham Yehoshua, Zygmunt Bauman, Orhan Pamuk, Tahar Ben Jelloun e altri (Passigli 2002). ISBN 8836807720
- Di Maurizio Cucchi ha curato Poesie 1965-2000 (Oscar Mondadori, 2001). ISBN 8804495251
- Ha curato con Maurizio Maggiani il Festival Il Canto del mondo, dedicato alle tradizioni orali.
- Idillio con Cagnolino (Fazi Editore, 2013) ISBN 9788864119977.
- Tu, paesaggio dell'infanzia. Tutte le poesie (1997-2018) (La nave di Teseo, 2018) ISBN 9788893444965.
- La libreria sulla collina (Einaudi, 2022) ISBN

### Prefazioni, postfazioni
- Beatrice Zerbini In comode rate. Poesie d'amore, prefazione di Alba Donati, Interno Poesia Editore, Latiano (Brindisi) 2019. ISBN 9788885583405